# Arnett Cobb

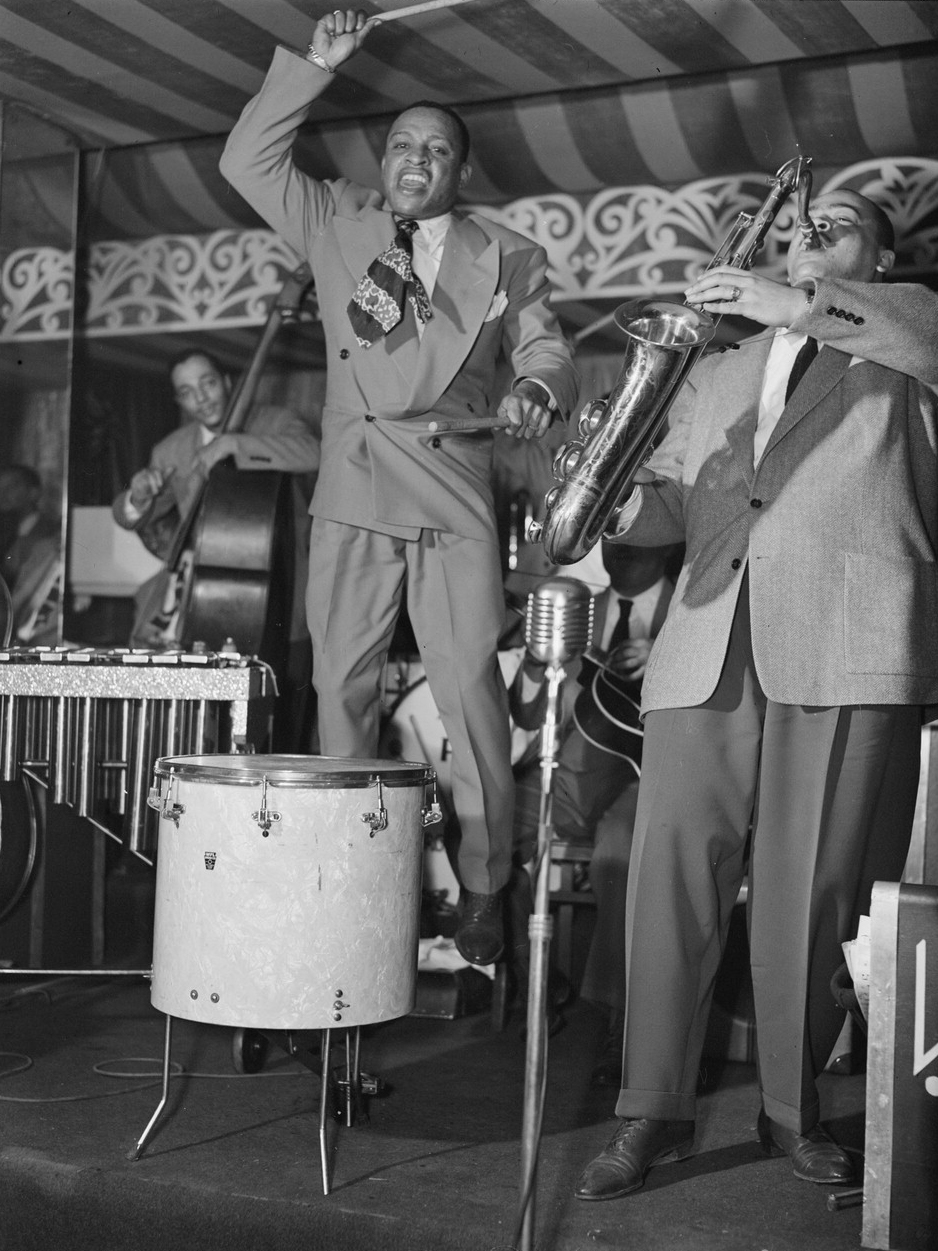
Arnett Cobb (rechts) met bandleider Lionel Hampton (in de lucht), in New York. circa juni 1946 (foto:William Gottlieb)

Arnette Cleophus Cobb (Houston, 10 augustus 1918 – aldaar, 24 maart 1989) was een Amerikaanse jazz-tenorsaxofonist. Hij was een energieke tough saxofoonspeler in de swing-traditie.

## Biografie
Cobb begon zijn muzikale carrière in de lokale bands van Chester Boone (1934-1936) en Milt Larkin (1936-1942). Bij Larkin speelde hij naast onder meer Illinois Jacquet, Eddie "Cleanhead" Vinson en Wild Bill Davis. Zijn speeltijd bij Larkin werd kort onderbroken door werk aan de westkust, bij Floyd Ray. In 1942 werd hij lid van het orkest van Lionel Hampton, waar hij Jacquet verving. Bij Hampton (zie foto) werkte hij tot 1947. Hierna had hij een eigen zevenkoppige band, waarmee hij in 1950 moest stoppen vanwege een medisch probleem, dat een operatie aan zijn ruggengraat noodzakelijk maakte. Na zijn herstel kwam hij weer met een groep, dit keer getorpedeerd door een auto-ongeluk, die zijn benen vernielden. Hierna bracht hij veel tijd door in het ziekenhuis en uiteindelijk was hij van krukken afhankelijk. Het weerhield hem er niet van in 1959 terug te keren in de jazz en in datzelfde jaar enkele lp's voor Prestige Records op te nemen.  Hij had enkele bands en in de jaren zeventig en tachtig ging hij weer meer toeren en opnemen.
Cobbs heeft behoorlijk veel platen opgenomen, waaronder een in Nederland. Verder is hij te horen op opnames van onder meer Milt Buckner, Al Casey, Coleman Hawkins, Eddie "Lockjaw" Davis, Shirley Scott, Hank Ballard, T-Bone Walker en Clarence "Gatemouth" Brown, 

## Discografie (selectie)
- Swingin' With Arnett Cobb, Apollo Music, 1952 (Arnett Blows For 1300, Delmark, 1994)
- Blow, Arnett, Blow, Prestige, 1959
- Go Power!, Prestige, 1959
- Smooth Sailing, Prestige, 1959
- Party Time, Prestige, 1959
- More Party Time, Prestige, 1960
- Movin' Right Along, New Note, 1960
- Sizzlin', Analogue Productions, 1960
- Ballads By Cobb, Moodsville, 1960
- Again With Milt Buckner, Black and Blue, 1973
- Live in Paris, France's Concert, 1974
- The Wild Man From Texas, Black and Blue, 1976
- Live at Sandy's, Muse, 1978
- Arnett Cobb is Back, Progressive, 1978
- Live (met Rein de Graaf, Jacques Schols en John Engels), Timeless, 1982
- Tenor Tribute, volume 1 and 2, Soul Note
- Cobb and His Mob in Concert (met Dinah Washington, opnames uit 1952), High Note, 2000
- Tenor Abrupt (live-opnames 1980, Black and Blue